# Championnat de France de football américain 1986
Navigation
Saison 1985 Saison 1987
La saison 1986 du casque d’or est la 5e saison du championnat de France de football américain de 1re division qui voit le sacre des Anges Bleus de Montreuil.

## Participants
- Castors de Paris
- Spartacus de Paris
- Challengers de Paris
- Paris Jets
- Cherokees d'Antony
- Anges Bleus de Joinville (retour après suspension)
- Météores de Nogent (vainqueur du casque d'argent)
- Hurricanes de Paris (finaliste du casque d'argent)
- Squales de Rueil-Malmaison  (éliminés en poule du casque d'argent)
- Flash de La Courneuve (éliminés en poule du casque d'argent)

## Play-offs
|  | Demi-finales             | Demi-finales             |                    |    | Finale                  | Finale |
|  | Demi-finales             | Demi-finales             |                    |    | Finale                  | Finale |
|  |                          |                          |                    |    |                         |        |
|  |                          |                          |                    |    | Stade Jean Bouin, Paris |        |
|  |                          |                          |                    |    |                         |        |
|  | Spartacus de Paris       | 32                       |                    |    |                         |        |
|  | Spartacus de Paris       | 32                       |                    |    |                         |        |
|  | Paris Jets               | 8                        |                    |    |                         |        |
|  | Paris Jets               | 8                        | Spartacus de Paris | 2  |                         |        |
|  |                          |                          | Spartacus de Paris | 2  |                         |        |
|  |                          | Anges Bleus de Montreuil | 20                 |    |                         |        |
|  | Anges Bleus de Montreuil | Anges Bleus de Montreuil | 20                 | 20 |                         |        |
|  | Anges Bleus de Montreuil |                          |                    | 20 |                         |        |
|  | Castors de Paris         | 12                       |                    |    |                         |        |
|  | Castors de Paris         | 12                       |                    |    |                         |        |